# Thanh Tân, Thanh Viễn
Thanh Tân là một khu (Trung Quốc) thuộc địa cấp thị Thanh Viễn của tỉnh Quảng Đông, Trung Quốc. Huyện Thanh Tân trở thành khu Thanh Tân từ tháng 12 năm 2012.

## Trấn
- Sơn Đường (山塘)
- Tam Khanh (三坑)
- Thái Bình (太平)
- Thái Hòa (太和)
- Long Cảnh (龙颈)
- Hòa Vân (禾云)
- Tẩm Đàm (浸潭)
- Thạch Đàm (石潭)

## Lâm trường quốc doanh
- Bút Giá (笔架林场虚拟镇)